# Thomas Schäfer
Thomas Schäfer (22. února 1966 Hemer – 28. března 2020 Hochheim am Main) byl německý politik, člen Křesťanskodemokratické unie.
V roce 1997 vystudoval práva na Univerzitě Marburg. Pracoval jako právník pro frankfurtskou Commerzbank.
Od roku 1990 zasedal v okresní radě okresu Marburg-Biedenkopf. V roce 2010 se stal ministrem financí spolkové země Hesensko ve vládě Volkera Bouffiera. V roce 2014 byl zvolen do Hesenského zemského sněmu. Působil také ve správní radě nadace Stiftung Lebendige Stadt.
Byl ženatý, měl dceru a syna.
V sobotu 28. března 2020 byl nalezen mrtev u železnice z Kolína do Frankfurtu. Případ byl uzavřen jako sebevražda a za její příčinu byly označeny Schäferovy obavy z ekonomických následků pandemie covidu-19.